# Día de la Juventud

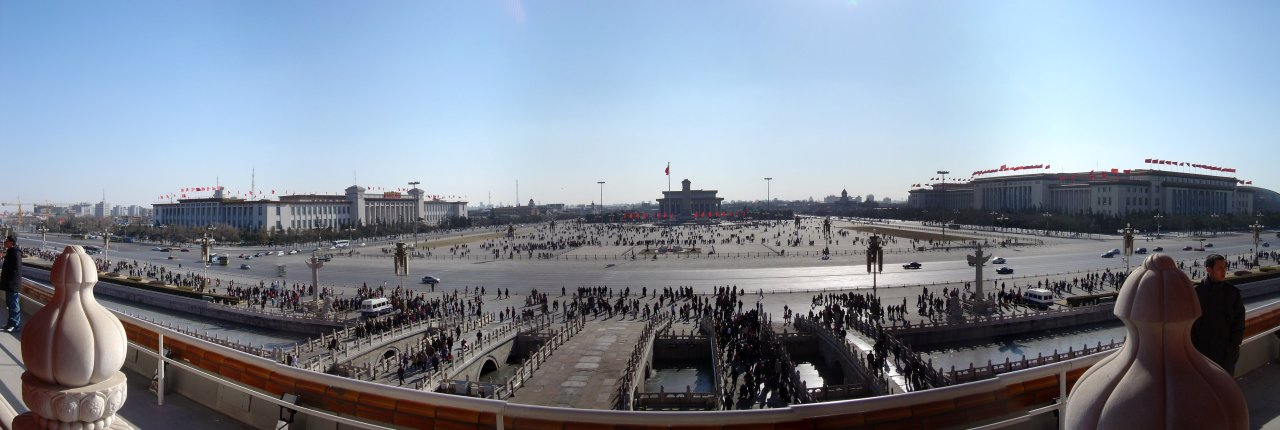
La Plaza de Tian'anmen vista desde Puerta de Tian'anmen, lugar donde se inició el Movimiento del Cuatro de Mayo, motivo de la conmemoriación del Día de la Juventud.

El Día de la Juventud (青年节 Qīngnián jié) es una festividad que se celebra en China anualmente cada 4 de mayo para conmemorar el Movimiento del Cuatro de Mayo de 1919, en relación con las protestas de los estudiantes en la Plaza de Tian'anmen.

## Historia
La festividad del Día de la Juventud comenzó a celebrarse en 1949. La fecha se designó por el gobierno chino con el propósito de conmemorar el Movimiento del Cuatro de Mayo de 1919, destinada a los jóvenes de entre 14 y 28 años.
En el Pabellón Rojo, donde se originó el Movimiento del Cuatro de mayo de 1919, grupos de estudiantes se reúnen para conmemorar el espíritu de esos momentos, cantando canciones y leyendo poemas. El Movimiento del Cuatro de mayo de 1919 fue una revolución con carácter antiimperialista y antifeudal y representó el inicio de la revolución de nueva democracia de China.
El movimiento se originó hace 98 años en la Universidad de Pekín. El patriotismo, el desarrollo, la democracia y la ciencia fueron los principales valores que lo impulsaron.

### Movimiento político
En el carácter político, la festividad conmemora la base de las ideas revolucionarias reformistas del Guomindang de Sun Yatsen, en el que muchas personas veían la única posibilidad de lograr la reunificación nacional. También se elevaron los seguidores al movimiento comunista liderado por Chen Duxiu y Li Dazhao. Gracias al apoyo de la Unión Soviética mediante la organización comunista internacional Komintern, Chen y Li, junto a otros colaboradores, fundarían el Partido Comunista Chino en Shanghái en 1921. Las relaciones bilaterales entre estos dos partidos, el Guomindang y el Partido Comunista, marcarían a fondo el desarrollo político posterior de China.

### Movimiento literario
En la cara literaria de la festividad, las ganas reformistas se vieron con el éxito del movimiento en favor de la utilización de la lengua vernácula en la literatura, que era completamente defendida por el intelectual Hu Shih en un conocido escrito en Nueva Juventud, la revista fundada por Chen Duxiu. El mayor literario sería el novelista Lu Xun que, en estar revista publicó en 1918 su famosa obra Diario de un loco.
En la actualidad, estudiantes y jóvenes de China conmemoran el día con diferentes actividades.